# Arboretum Bukovina

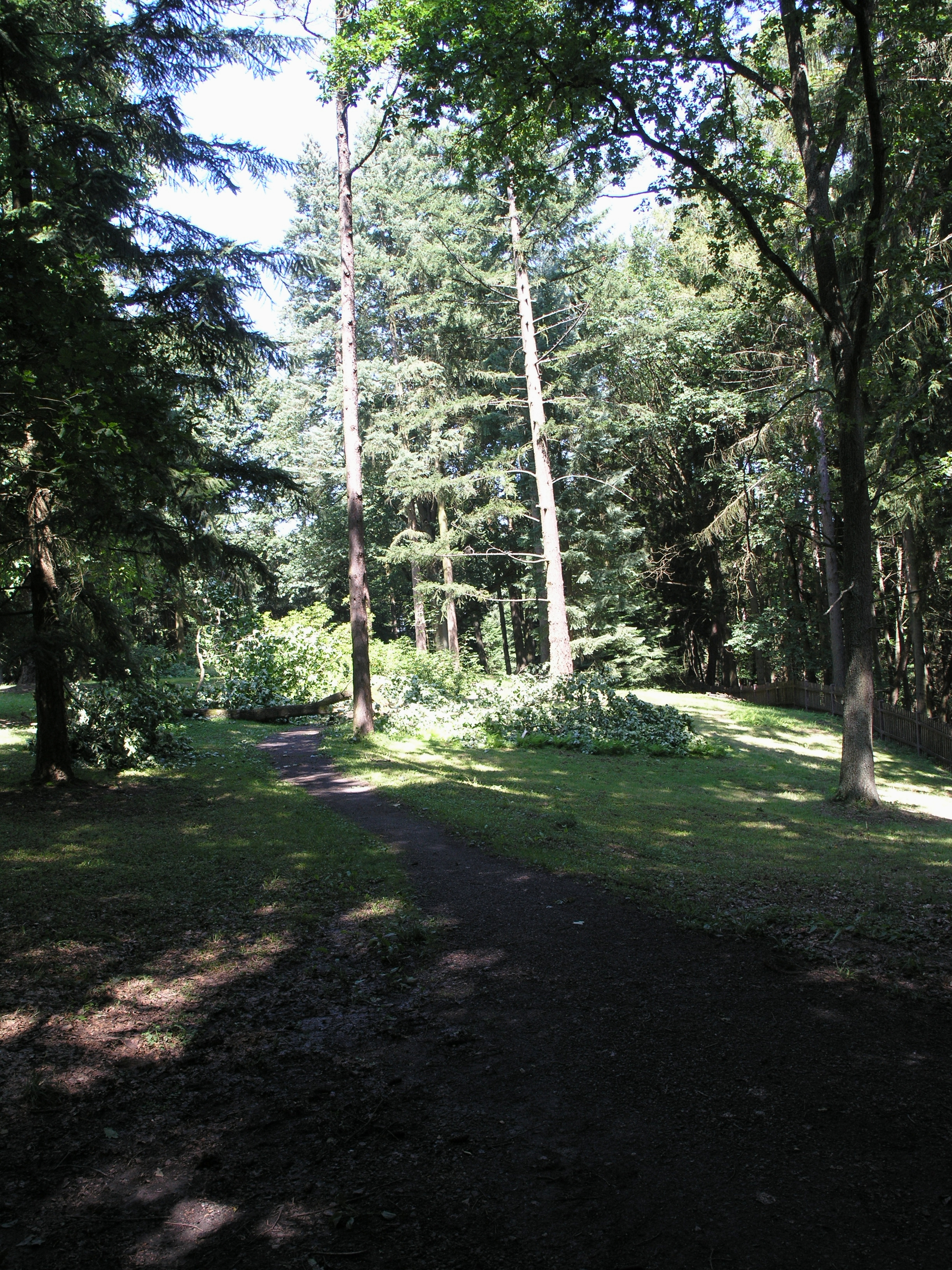
Arboretum Bukovina

Arboretum Bukovina u Hrubé skály (uváděno také jako Arboretum Hrubá Skála) se nachází v okolí hájovny a samoty na Hruboskalské skalní plošině asi 1 km jihozápadně od obce Sedmihorky v okrese Semily. V arboretu roste 41 druhů dřevin, ale je uváděno i jen 35 nepůvodních druhů. Je popisováno jako anglický park.

## Historie a základní údaje
Arboretum bylo založeno v letech 1860–1862 majitelem hruboskalského panství Janem Bedřichem Lexou z Aehrenthalu (1817–1898) zásluhou lesníka Leopolda Angera staršího (1837-1915).
Jde o jednu z nejstarších pokusných ploch zaměřených na introdukci – zavádění cizích dřevin na naše území. V současnosti je v majetku společnosti Lesy České republiky, s. p., hrázděný altán slouží v letní sezóně jako informační středisko Agentury ochrany přírody a krajiny České republiky – Správy Chráněné krajinné oblasti Český ráj.
V roce 2005 zde byla z odumřelé douglasky tisolisté vytvořena socha Duch arboreta, jejímž autorem je Ivan "Dědek" Šmíd z Nepřívěci.
V arboretu Bukovina u Hrubé Skály se na ploše 2,73 ha nachází celkem 400 chráněných památných stromů. Původně byla ochrana vyhlášena nad celkem 407 stromy, ale v roce 2004 skončila u douglasky u vstupní brány (dub evidovaný pod číslem 1312 zůstal zachován) a roku 2007 bylo vyškrtnuto dalších 6 stromů vyvrácených během lednové vichřice.

## Seznam památných stromů v arboretu
- borovice lesní Pinus sylvestris 2
- borovice pokroucená Pinus contorta 1
- borovice těžká Pinus ponderosa 1
- borovice vejmutovka Pinus strobus 2
- bříza bradavičnatá Betula verrucosa 3
- bříza pýřitá Betula pubescens 3
- buk lesní Fagus sylvatica 33
- buk lesní, nachový Fagus sylvatica cv. Roseomarginata 6
- buk lesní, převislý Fagus sylvatica cv. Pendula 2
- buk Rohanův Fagus sylvatica cv. Rohanii 1
- douglaska tisolistá Pseudotsuga menziesii 110
- douglaska tisolistá, šedá Pseudotsuga menziesii var. Glauca 1
- dub červený Quercus rubra 5
- dub letní Quercus robur 51
- dub letní, pyramidální Quercus robur cv. Fastigiata 4
- dub zimní Quercus petraea 10
- dub zimní, mišpulolistý Quercus petraea var. mespilifolia 2
- dub zimní, vrbolistý Quercus petraea var. salicifolia 3
- habr obecný Carpinus betulus 5
- javor klen Acer pseudoplatanus 8
- javor klen, nachový Acer pseudoplat. cv. Purpuraea 1
- javor mléč Acer platanoides 2
- jedle bělokorá Abies alba 6
- jedle kavkazská Abies nordmanniana 12
- jedle obrovská Abies grandis 45
- jedle ojíněná var. lowova Abies concolor var. lowiana 1
- jedle řecká Abies cephalonica 1
- jedle Abies sp. 8
- jedlovec kanadský Tsuga canadensis 3
- jeřáb obecný Sorbus aucuparia 1
- katalpa trubačovitá Catalpa bignonioides 1
- liliovník tulipánokvětý Liriodendron tulipifera 1
- lípa srdčitá Tilia cordata 18
- modřín japonský Larix leptolepis 2
- modřín opadavý Larix decidua 4
- ořešák černý Juglans nigra 1
- pěnišník Rhododendron 7
- platan javorolistý Platanus x acerifolia 1
- sekvojovec obrovský Sequoiadendron giganteum 2
- smrk pichlavý Picea pungens cv. Argenthea 2
- smrk ztepilý Picea abies 18
- smrk ztepilý zlatý Picea abies cv. Aurea 1
- smrk ztepilý, f. Picea abies cv. Viminalis 1
- smrk ztepilý, strukovitý Picea abies cv. Mammilosa 2
- zerav západní Thuja occidentalis 12
- zeravinec japonský Thujopsis dolobrata 1